# إشارة واو!

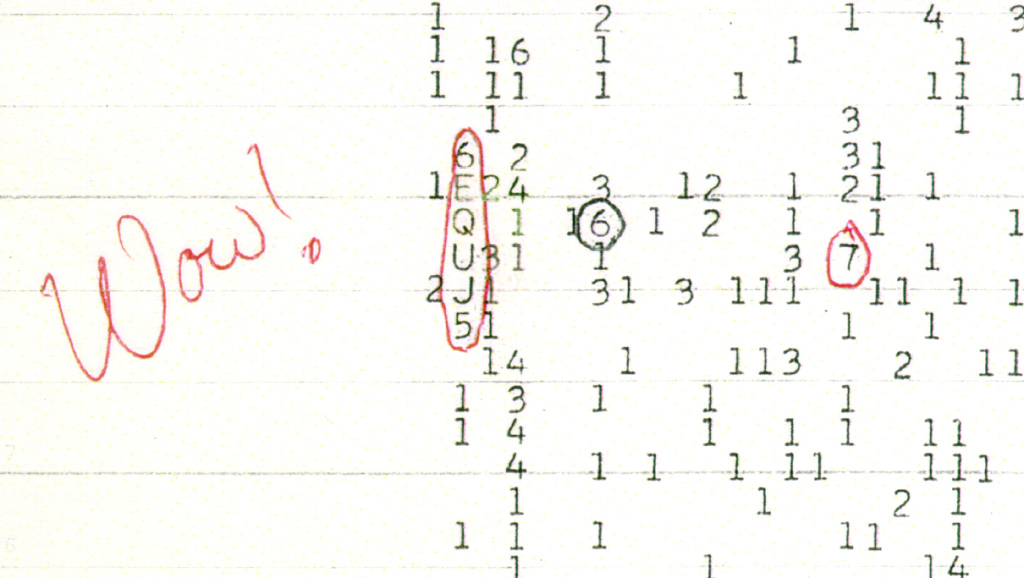
إشارة واو!

وأو! (بالإنجليزية: Wow!)‏ هو اسم يُطلق على موجة راديوية قوية ذات نطاق ضيق التقطت بتاريخ 15 أغسطس 1977 بواسطة مقراب بيغ إير الخاص بجامعة ولاية أوهايو في الولايات المتحدة، ثم أُسنِدت إلى مشروع سيتي. ويظهر أن مصدر الإشارة كوكبة القوس ومدتها 72 ثانية. وبعد فحص الدمغة، اعتُقد لفترة أن الإشارة صادرة عن مخلوقات عاقلة من خارج الأرض، دون وجود دليل يؤكد ذلك أو ينفيه، وتم لاحقًا توجيه التلسكوبات نحو اتجاه مصدر الإشارة، واستمرت المحاولات حتى وقت قريب لكن الإشارة لم تتكرر. لاحقاً اقترح فريق من الباحثين أن سبب الإشارة هو غيمة هيدورجينية مُصاحبة لمذنب، ثُمّ جرى التأكّد أن هذه الفرضية، وبفحص السجلات تبين وجود مُذنبين في المنطقة التي كان يراقبها المرصد.
اكتشف عالم الفلك جيري ر. إيهمان شذوذ النتائج بعد أيام لاحقة، بينما كان يراجع البيانات المسجلة. وقد ذهل عندما رأى النتيجة فقام برسم دائرة على الورقة المطبوعة من الحاسوب وقد كتب تعليق «وأو!» على الجانب، ومنذ ذلك الحين كان يتم الإشارة لذلك الحدث بهذا التعليق.

## أصل التسمية

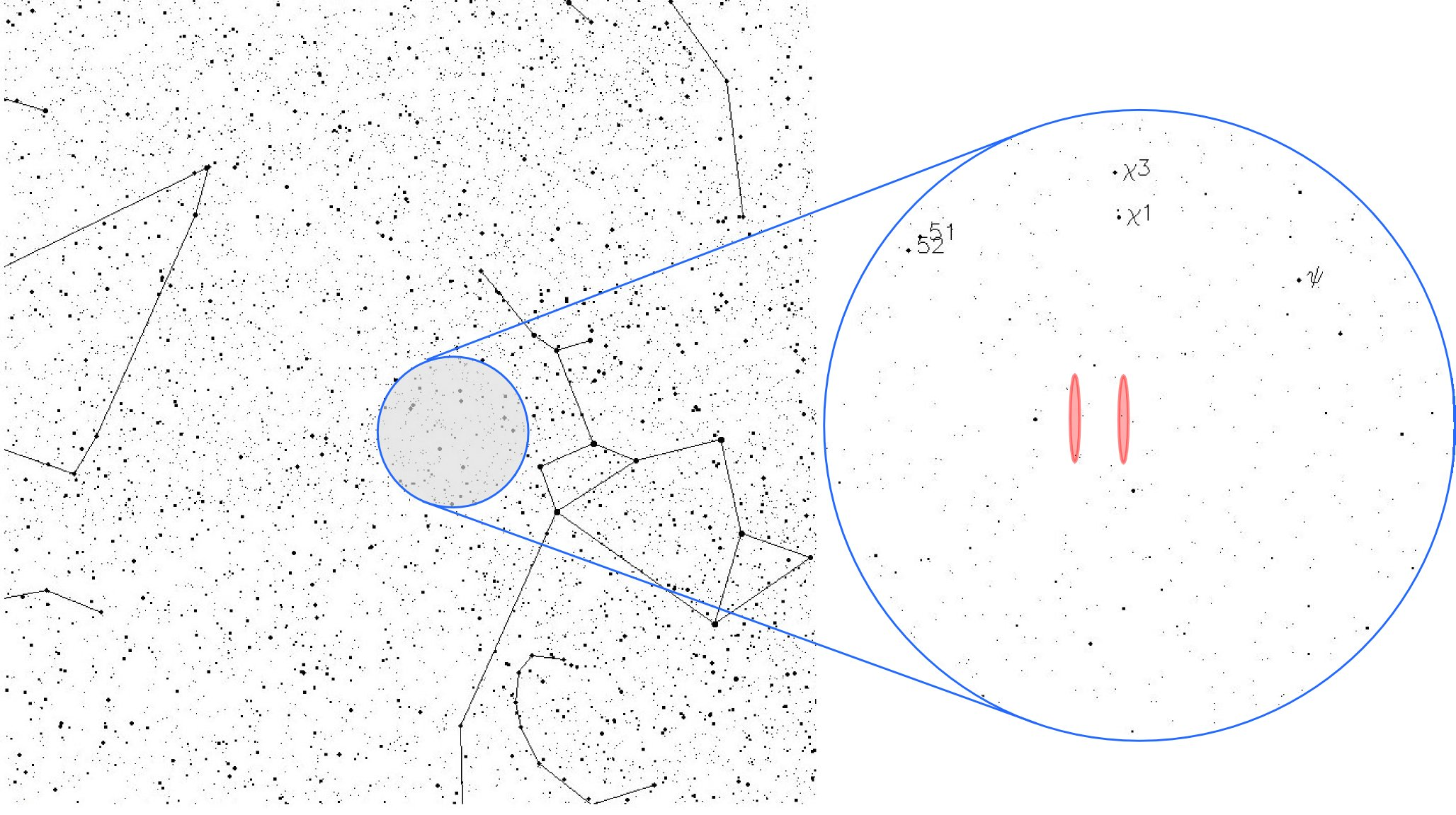
الموقع المحتمل لمصدر الإشارة في خريطة كوكبة القوس.

سميت هذه الإشارة باسم واو "wow" لأن الفلكي جيري إيهمان عندما التقط رسالة "6EQUJ5"، سجل بجانب البيانات التي طبعها الحاسوب كلمة وأو، وذلك لشدة دهشته وعرفت فيما بعد بهذا الاسم. المطبوعة الأصلية للإشارة يتم الاحتفاظ بها في أرشيف جمعية أوهايو التاريخية.

## استقبال الإشارة
المقراب الذي رصد الإشارة تابع لجامعة أوهايو الأمريكية والذي يقوم تلقائيًا بتسجيل البيانات والصور البيانية ضمن مشروع سيتي «البحث عن حياة ذكية خارج الأرض» (SETI). التقطت الإشارة على هيئة بث مكثف من إشارات الراديو لمدة 72 ثانية من اتجاه كوكبة القوس، في ذروة البث كانت الإشارة أقوى بثلاثين مرة من الإشعاع المنبعث من الفضاء السحيق، فالعلماء يقولون أن إشارة البث كانت 2.2 جيجا واط، وهي أكبر بكثير من أي إشارة بث من أي محطة بث موجودة على الأرض. ويعتقد بعض الفلكيين أن الإشارة كانت مصطنعة ومنسقة بشكل مقصود كإشارات مورس. ويشكك آخرون، ويفسرونها على أنها قد تكون انعكاسا لأجهزة البث الإذاعي الأرضي على الأقمار الصناعية، لكن يرد عليهم آخرون بإن هذه الإشارات المنعكسة لا تسافر بقوة وطاقة إشارة وأو!.

## اقرأ أيضا
- سيتي
- سيتي النشيط
- مقراب راديوي
- نطاق صالح للسكن
- نجم إتش دي 164595
- رسالة أريسيبو

## وصلات خارجية
- Location on جوجل إيرث